# Filandón

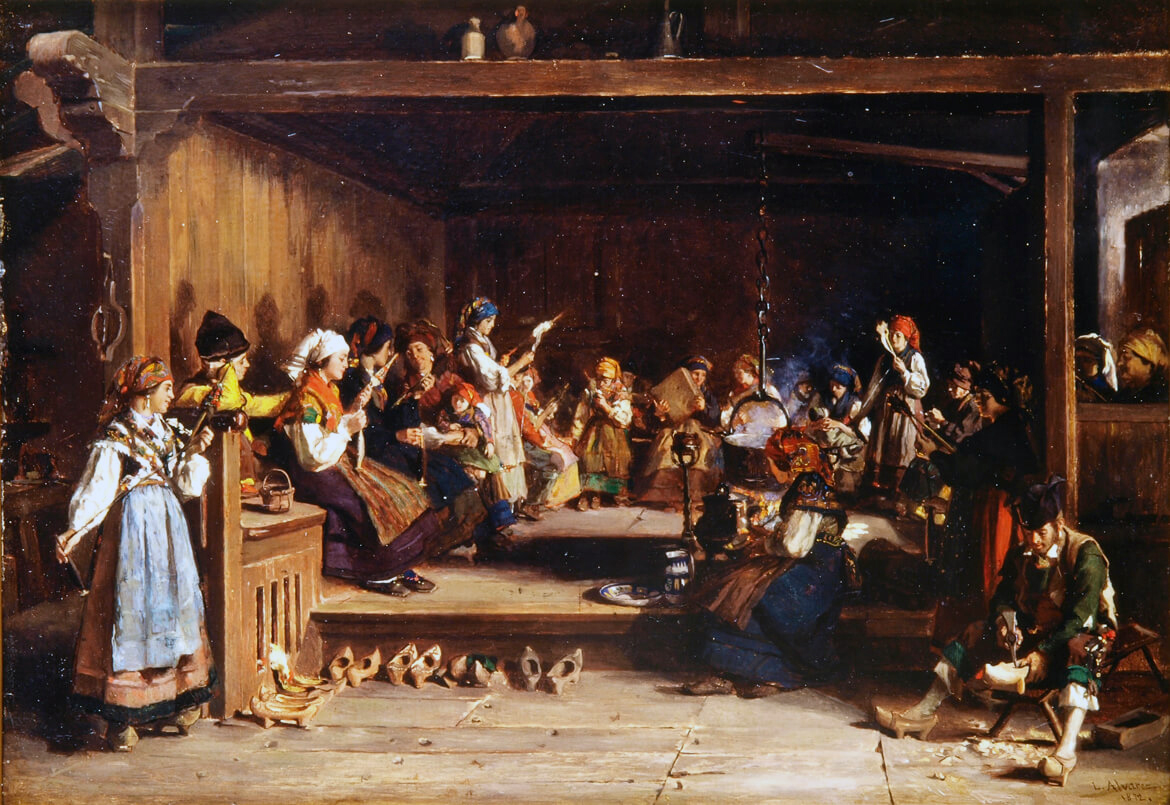
Filandón, quadre de 1872 obra de Luis Álvarez Catalá..

El filandón o fiandón, filorio, hilandorio, hilandera, serano, és una reunió que es realitza a les nits un cop acabat el sopar, en la qual s'expliquen en veu alta contes al mateix temps que es treballa en alguna labor manual (generalment tèxtil). Tal reunió se solia fer al voltant de la llar, amb els participants asseguts en escons o bancades.
El filandón se segueix practicant a certes zones de Galícia, de la província de Lleó (a certes zones d'aquesta província al filandón també se l'anomena calecho o calechu) i Astúries. El 8 de juny de 2010, les Corts de Castella i Lleó van declarar al Filandón Bé d'Interès Cultural i demanaven la seva inclusió dins del Patrimoni Cultural Immaterial de la UNESCO.

## Recuperació moderna del filandón
Recentment aquesta tradició s'ha recuperat, principalment a la província de Lleó, gràcies a escriptors, narradors orals i músics que han portat a diferents escenaris i ho han enriquit amb noves històries i cançons.